# Kacper Przybyłko (Fußballspieler, 1993)
Kacper Przybyłko [ˈkatspɛr pʐɨˈbɨwkɔ] (* 25. März 1993 in Bielefeld) ist ein deutsch-polnischer Fußballspieler.

## Karriere
Der in Deutschland geborene Przybyłko, Sohn des ehemaligen polnischen Fußballspielers Mariusz und der ehemaligen polnischen Leichtathletin Violetta Przybyłko, war in seiner Kindheit ebenfalls ein guter Leichtathlet. Mit seinem Zwillingsbruder Jacub und seinem älteren Bruder Mateusz trainierte er in der LG Bielefeld (heute PSV Bielefeld) und wurde 2005 im Kreis Bielefeld als einer der Leichtathleten des Jahres ausgezeichnet.
Als Fußballspieler durchlief er die Jugendmannschaften von Arminia Bielefeld und spielte in der U-17- und A-Junioren-Bundesliga. 2008 wurde Przybyłko erstmals vom polnischen Verband (PZPN) für die eigene Juniorennationalmannschaft entdeckt und in der U-15-Auswahlmannschaft eingesetzt. In den folgenden Jahren spielte der Nachwuchsstürmer in allen polnischen Jugendauswahlmannschaften und nahm unter anderem an der U-17-Europameisterschaft 2010 teil.
Im Jahre 2011 rückte er in die zweite Mannschaft der Arminen auf und machte mit sieben Toren in sieben NRW-Ligaspielen auf sich aufmerksam. Daraufhin wurde er auch für das Profiteam in der 3. Liga berücksichtigt. Am 1. Oktober 2011 (12. Spieltag) gab er bei der 0:1-Niederlage im Heimspiel gegen den 1. FC Heidenheim mit Einwechslung für Patrick Schönfeld sein Profidebüt.
Am 31. Januar 2012 wechselte er zum 1. FC Köln und kam für die in der Regionalliga West spielenden zweiten Mannschaft zum Einsatz. In seinem ersten Spiel am 4. Februar 2012 (22. Spieltag), einem 4:0-Sieg im Heimspiel gegen den VfL Bochum II, erzielte er mit dem Treffer zum Endstand in der 83. Minute ein Tor und gab eine Torvorlage. In der Rückrunde 2011/12 erzielte er zehn Tore in 17 Regionalligaspielen.
Zur Saison 2012/13 rückte er in den von Holger Stanislawski trainierten Profikader auf und debütierte in diesem beim 2:1-Sieg gegen die SpVgg Unterhaching in der 1. Hauptrunde um den DFB-Pokal. Sein erstes Ligator erzielte er am 14. April 2013 (29. Spieltag) im Heimspiel gegen den VfR Aalen, als er in der Nachspielzeit das siegbringende 1:0 erzielte.
Da er nur sehr wenig Einsatzzeiten erhielt, kehrte er in der Winterpause der Saison 2013/14 für ein halbes Jahr auf Leihbasis zurück zu Arminia Bielefeld. In seinem ersten Spiel gegen den FC St. Pauli am 9. Februar 2014 (20. Spieltag) erzielte er nach seiner Einwechslung beide Tore zum 2:2. Am letzten Spieltag erzielte Przybyłko den 3:2-Siegtreffer im entscheidenden Spiel gegen Dynamo Dresden und rettete seine Mannschaft in die Relegation. In dieser traf er in der Verlängerung des Rückspiels gegen den SV Darmstadt 98 zum 2:3, was den Bielefeldern aufgrund des 3:1-Hinspielsieges zum Klassenerhalt gereicht hätte. Letztlich verlor die Arminia das Spiel mit 2:4 und stieg aufgrund der Auswärtstorregel in die 3. Liga ab.
In der Sommerpause 2014 wechselte er zur SpVgg Greuther Fürth und erhielt einen bis zum 30. Juni 2017 gültigen Vertrag. In seinem ersten Pflichtspiel, das erste Ligaspiel am 2. August 2014, markierte er beim 1:1 im Auswärtsspiel gegen den VfL Bochum einen Treffer.
Zur Saison 2015/16 wechselte er zum Zweitligisten 1. FC Kaiserslautern, der ihn mit einem bis zum 30. Juni 2018 gültigen Vertrag ausstattete. Zum Saisonauftakt am 24. Juli 2015 erzielte er zwei Tore beim 3:1-Sieg im Auswärtsspiel gegen den MSV Duisburg. Nach der Saison 2017/18, in der der 1. FC Kaiserslautern in die 3. Liga abstieg, verließ er den Verein.
In der Sommerpause 2018 spielte Przybyłko erfolglos beim Zweitliga-Aufsteiger 1. FC Magdeburg vor, bevor er Mitte September nach einem mehrwöchigen Probetraining bei Philadelphia Union in die nordamerikanische Major League Soccer wechselte und einen Vertrag bis zum Ende der Saison 2018 unterzeichnete. Aufgrund einer Verletzung kam er zu keinem Einsatz. Dennoch erhielt er einen neuen Vertrag für die Saison 2019. Zum Saisonbeginn im März kam Przybyłko zunächst zu 2 Einsätzen im Farmteam, dem Bethlehem Steel FC, in der USL Championship, in denen er 3 Treffer erzielte. Ende April kam Przybyłko erstmals für Philadelphia Union in der MLS zum Einsatz und erzielte in seinen ersten 4 Einsätzen 3 Tore. Przybyłko erzielte in der regulären Saison insgesamt 15 Tore in 26 Einsätzen, womit er zum fünftbesten Torschützen wurde. Als Dritter der Eastern Conference qualifizierte sich seine Mannschaft für die Play-offs. Im Januar 2022 ging er dann weiter zum Ligarivalen Chicago Fire und unterschrieb dort einen Vertrag über zwei Jahre. Dort absolvierte er in zwei Spielzeiten insgesamt 57 Partien und traf dabei elf Mal. 
Im Februar 2024 schloss sich Przybyłko dem Erstligisten FC Lugano in der Schweiz an. Dort bestritt er in den folgenden eineinhalb Jahren in Liga, Pokal und europäischen Wettbewerben insgesamt 41 Pflichtspiele mit der Mannschaft, ehe er den Verein im Sommer 2025 wieder verließ.

## Sonstiges
Sein Zwillingsbruder Jacub ist ebenfalls Fußballer. Sein um ein Jahr älterer Bruder Mateusz Przybylko ist Hochspringer und wurde 2018 Europameister.